# Rygge
Rygge war eine norwegische Kommune in der Provinz Østfold mit etwa 15.000 Einwohnern auf einer Fläche von 73 km². Am 1. Januar 2020 ging Rygge in die Kommune Moss über.

## Lage
Der Ort liegt 60 km südlich von Oslo. In einer Entfernung von 4 km südöstlich der Stadt befindet sich der Flughafen Moss, Rygge (Kennzeichen RYG). Die größeren Nachbarorte sind Moss im Nordwesten (5 km) und Råde im Südosten (10 km). Rygge liegt an der Europastraße 6.

## Sehenswertes
- Die mit Rundbögen ausgestattete romanische, in Gneis und Granit errichtete Kirche von Rygge stammt aus der Mitte des 12. Jahrhunderts. Der Altar wurde in der ersten Hälfte des 18. Jahrhunderts von Thomas Blix gestaltet.[4]

## Persönlichkeiten
- Valentin Sibbern (1779–1853), Offizier und Politiker
- Georg Sibbern (1816–1901), Diplomat und Politiker
- Hanna Paulsberg (* 1987), Jazzmusikerin

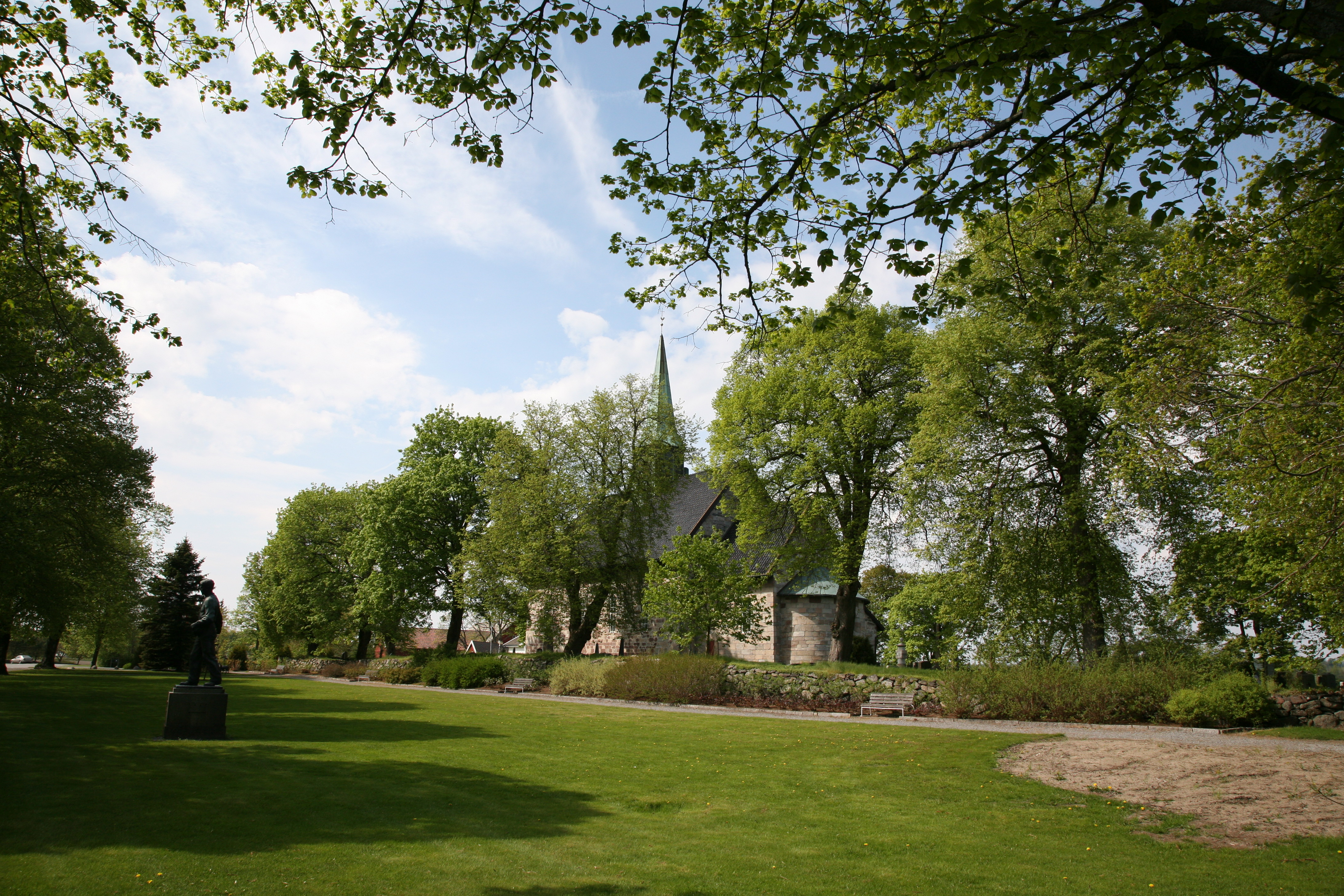
Kirche und Park in Rygge
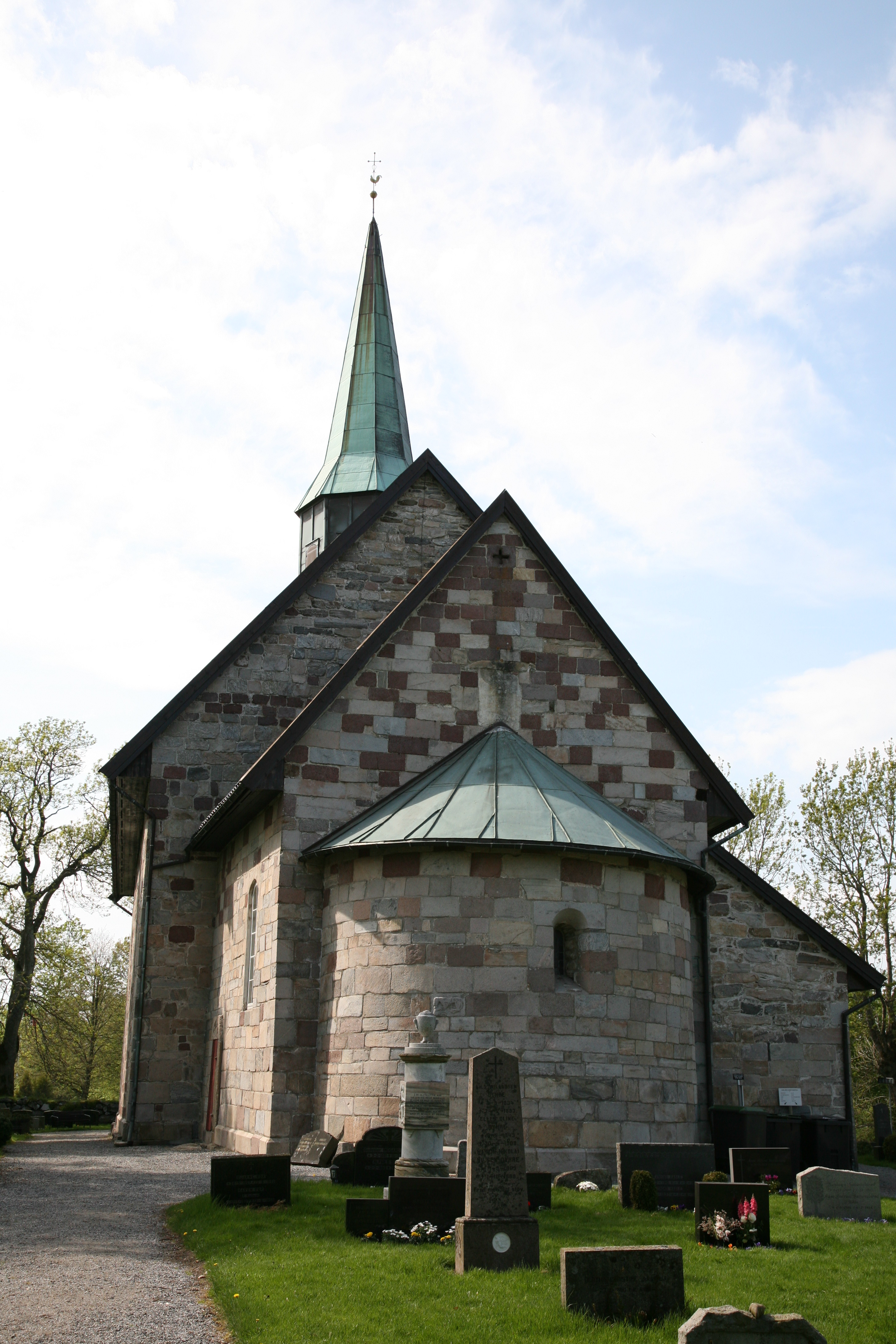
Kirche in Rygge
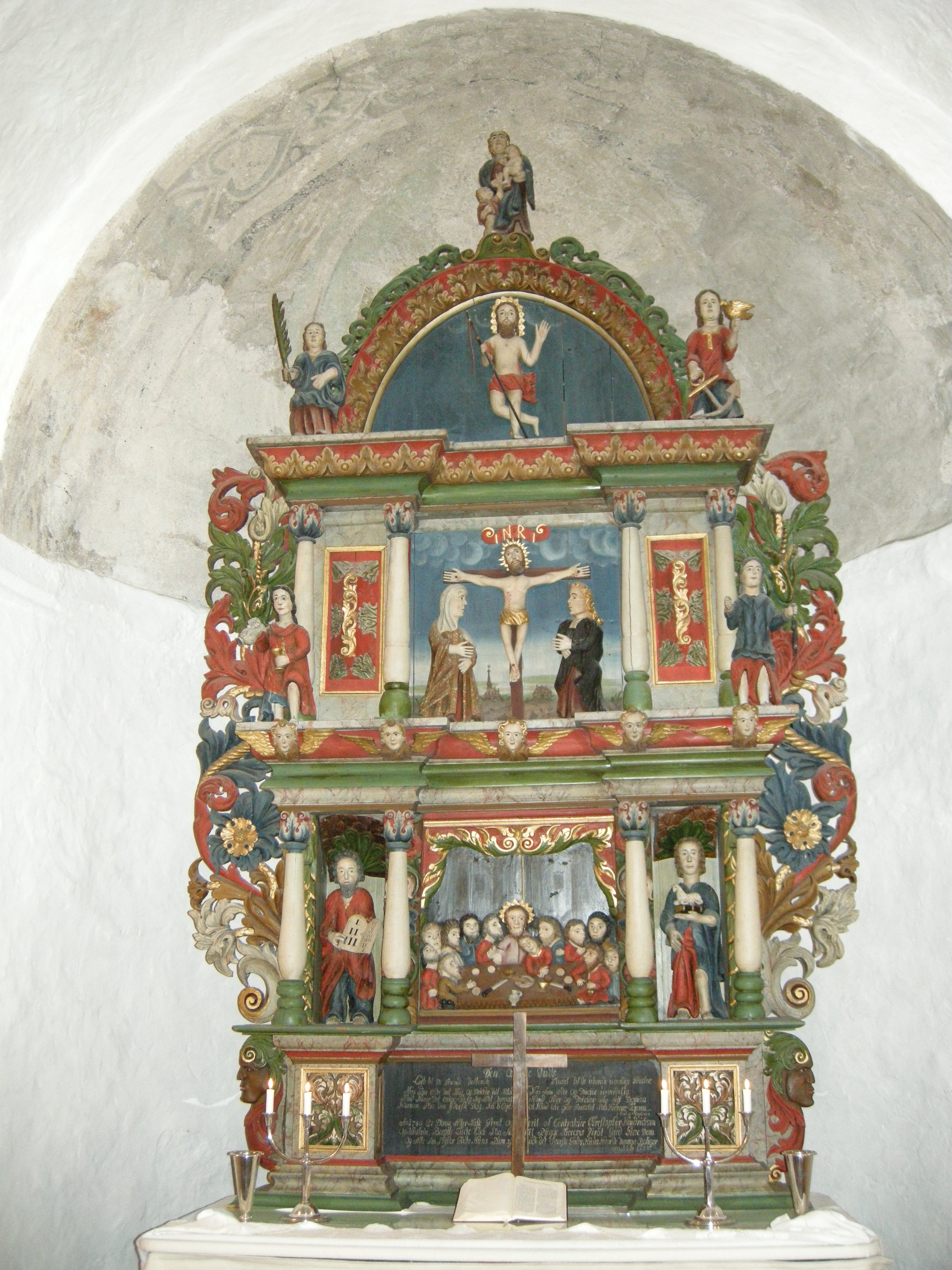
Altartafel in der Ryggekirke